# مسجد الشيخ عبد القادر الدشطوطي
مسجد الشيخ عبد القادر الدشطوطى يقع جامع الدشطوطي بشارع بورسعيد بالقرب من ميدان باب الشعرية وما يزال المسجد محتفظا بجزء كبير من البناء الأصلي الذي يرجع إلى القرن الخامس عشر الميلادي.

## وصفه
بُني المسجد على شكل المدارس المتعامدة، فهو يتكون من صحن مربع الشكل يتوسط المسجد ومغطى بسقف خشبي وبه فتحة مربعة (شخشيخة) ويحيط بالصحن أربعة إيوانات أعمقها إيوان القبلة الذي يتقدمه ثلاثة عقود نصف دائرية محمولة على عمودين. وإلى جانب إيوان القبلة من الجهة الجنوبية غرفتان معقودتان ومفتوحتان على الإيوان وتحتويان على نوافذ قنديلية مغشاة بزجاج معشق متعدد الألوان. ويقابل إيوان القبلة إيوان مماثل في الجهة الغربية ويحتوي على دكة للمبلغ. ويوجد في الجانب الشمالي من جدار الإيوان الغربي ثلاث حنيات مغلقة يعلوها حنيات أخرى مما يدل على أَن هذا الجزء من المسجد كان يتصل ببناء خلف هذا الإيوان اقتطع من المسجد الآن وبُني مكانه منزل. أما الإيوان الشمالي والجنوبي فأصغر من الإيوانين السابقين وحليت فتحتهما المطلة على الصحن بكرادي خشبية جميلة.
يحتوي الإيوان الشمالي على ست نوافذ تطل على شارع جانبي، أما الإيوان الجنوبي فيحتوي على باب يؤدي إلى طرقة تنتهي إلى مدخل المسجد الرئيسي الذي يطل على شارع بورسعيد.
ويمتاز مسجد الدشطوطي بتصميم معماري فريد، فقد بنيت دورة مياهه الأصلية تحته ولعل المعمار أراد بذلك أن يتفادى- النشع- الذي قد يصيب المسجد وقت الفيضان لوقوعه على الضفة الغربية للخليج الذي كان يخرج من فم الخليج بمصر القديمة وينتهي عند خليج السويس والذي ردم في أوائل القرن العشرين. وقد أبطل استعمال هذه الدورة القديمة وبنيت بدلاً منها دورة أخرى تقع في الضلع الجنوبي للمسجد.
ويقع ضريح الشيخ عبد القادر الدشطوطي في الركن الشمالي الشرقي للمسجد، وهو عبارة عن غرفة مربعة يدخل إليها من الإيوان الشمالي. وفي أركان المربع توجد حنية واحدة كبيرة حولت المربع إلى مثمن أقيمت فوقه قبة مرتفعة. وقد فتحت في حوائط الضريح الأربعة نوافذ قنديلية مماثلة للتي بالغرفتين المطلتين على إيوان القبلة وهذه النوافذ غشيت بالزجاج المعشق.